# Marshall Stoneham
Arthur Marshall Stoneham, mais conhecido como Marshall Stoneham FRS (Barrow, 18 de maio de 1940 — 18 de fevereiro de 2011), foi um físico britânico.
Trabalhou na Autoridade para a Energia Atômica do Reino Unido, e em 1995 tornou-se professor da cátedra Massey de física da University College London. Autor de diversos livros que tornaram-se influentes na área, incluindo Theory of Defects in Solids (1975).
Foi um fellow do Instituto de Física, da American Physical Society e da Royal Society. Recebeu a Guthrie Medal and Prize de 2006. Stoneham foi eleito presidente do Instituto de Física em 2010 e morreu durante seu mandato.
Stoneham obteve o B.Sc. em física na Universidade de Bristol em 1961, e o Ph.D. em 1964.